# 劉珍 (隋朝)
劉珍（?—?），廣漢郡什邡縣（今四川省德阳市什邡市）人，隋朝道士。
隋开皇十九年（599年）在瀘州合江县安樂山（今筆架山）修道，相傳一日忽取所藏道經、鐘磬封於石室，並預言六十年後有聖君取之。
《太平寰宇记》載其成仙飛去，隋文帝遣使訪問其事蹟，下詔建騰清觀、安樂觀、靖安觀；唐高宗显庆四年（659年），高宗遣使取經、鐘磬，刻碑于山間。